# Staffage

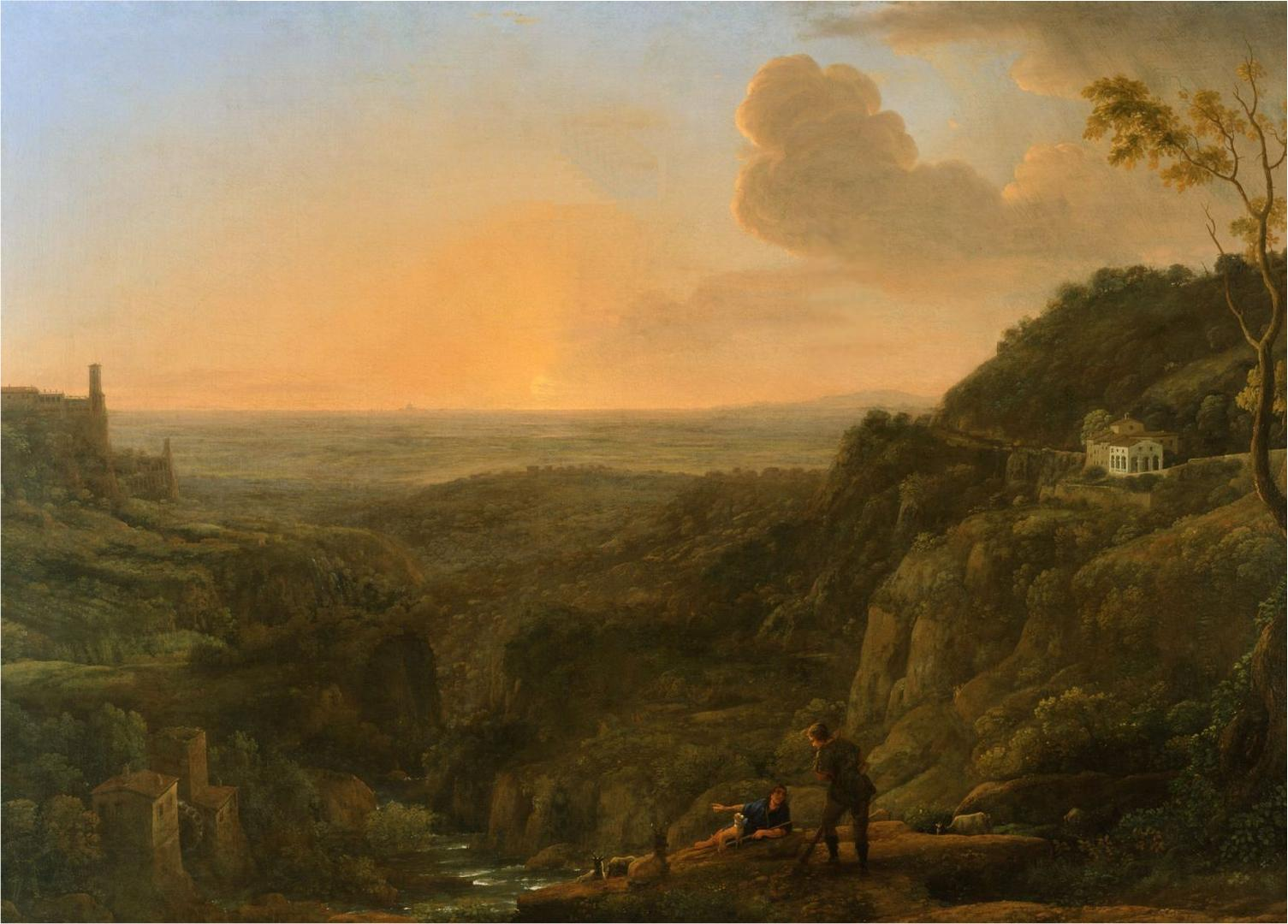
Claude Lorrain: Blick von Tivoli auf die Campagna Romana am Abend (1644/45).
Im Vordergrund Hirten und Ziegen als Staffage.

Als Staffage (zu staffieren, „ausrüsten“, [mit Kleidung] „ausstatten“, „schmücken“, mit französierender Endung -age) wird allgemein Beiwerk oder Nebensächliches bezeichnet.

## Bedeutung

### Malerei

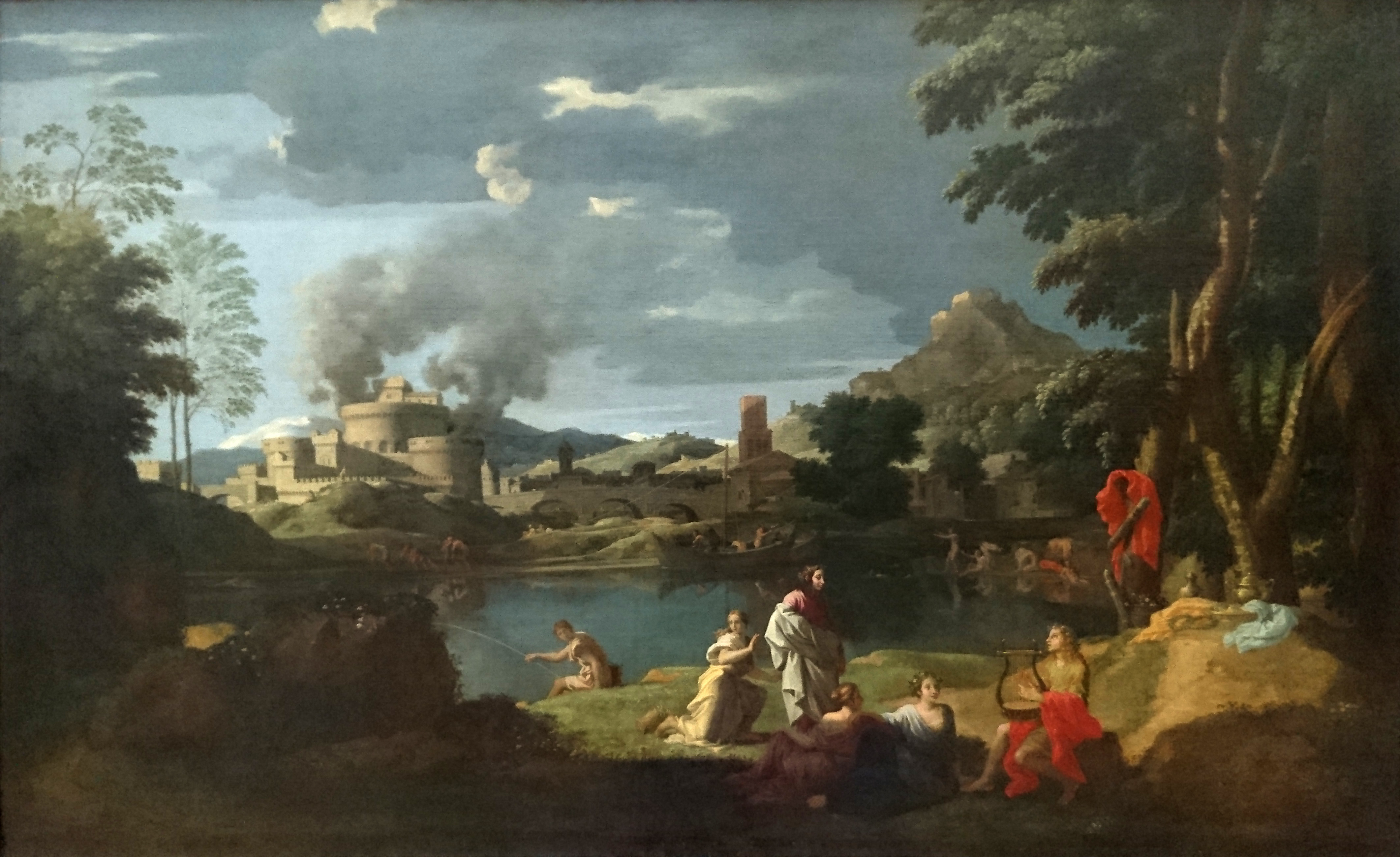
Nicolas Poussin: Landschaft mit Orpheus und Eurydike (um 1650), Louvre. Die Figuren bilden eine Szene der Geschichte ab und sind daher nicht als Staffagefiguren anzusehen.

In der Malerei werden Menschen oder Tiere als Staffage oder Staffagefiguren bezeichnet, wenn sie als nebensächliche Elemente eines Landschafts- oder Architekturgemäldes nur oder vor allem den Zweck haben, das Bild zu beleben. Staffagefiguren können aber auch dazu dienen, Größenverhältnisse und Raumtiefe zu verdeutlichen. Besonders beliebt war die Staffage in der Malerei des Barock. Bekannte Vertreter sind Claude Lorrain und Nicolas Poussin. Es gab auch Spezialisten, die für die Ergänzung der Bilder durch Staffage zuständig waren.
Staffagefiguren sind anonyme Figuren. Wenn eine Figur im Gemälde namentlich bekannt ist und insbesondere wenn ihr Name im Titel des Gemäldes enthalten ist, handelt es sich nicht um eine Staffagefigur. Namentlich bekannte Figuren und anonyme Staffagefiguren können nebeneinander im selben Gemälde auftreten. Nach der zeitgenössischen Genre-Theorie war die Darstellung einer Landschaft mit mindestens einer biblischen oder mythologischen Figur, die im Titel benannt wird, als Historiengemälde anzusehen, auch wenn es sich um kleine Figuren in einer großen Landschaft handelt. Derartige Gemälde werden häufig in der Form Landschaft mit [Name] benannt. Historiengemälde galten als höherwertig und hatten meist einen höheren Preis als bloße Landschaftsgemälde.
Idealisierte Landschaftsdarstellungen mit Figuren der antiken Mythologie oder biblischen Figuren werden als heroische Landschaften bezeichnet.

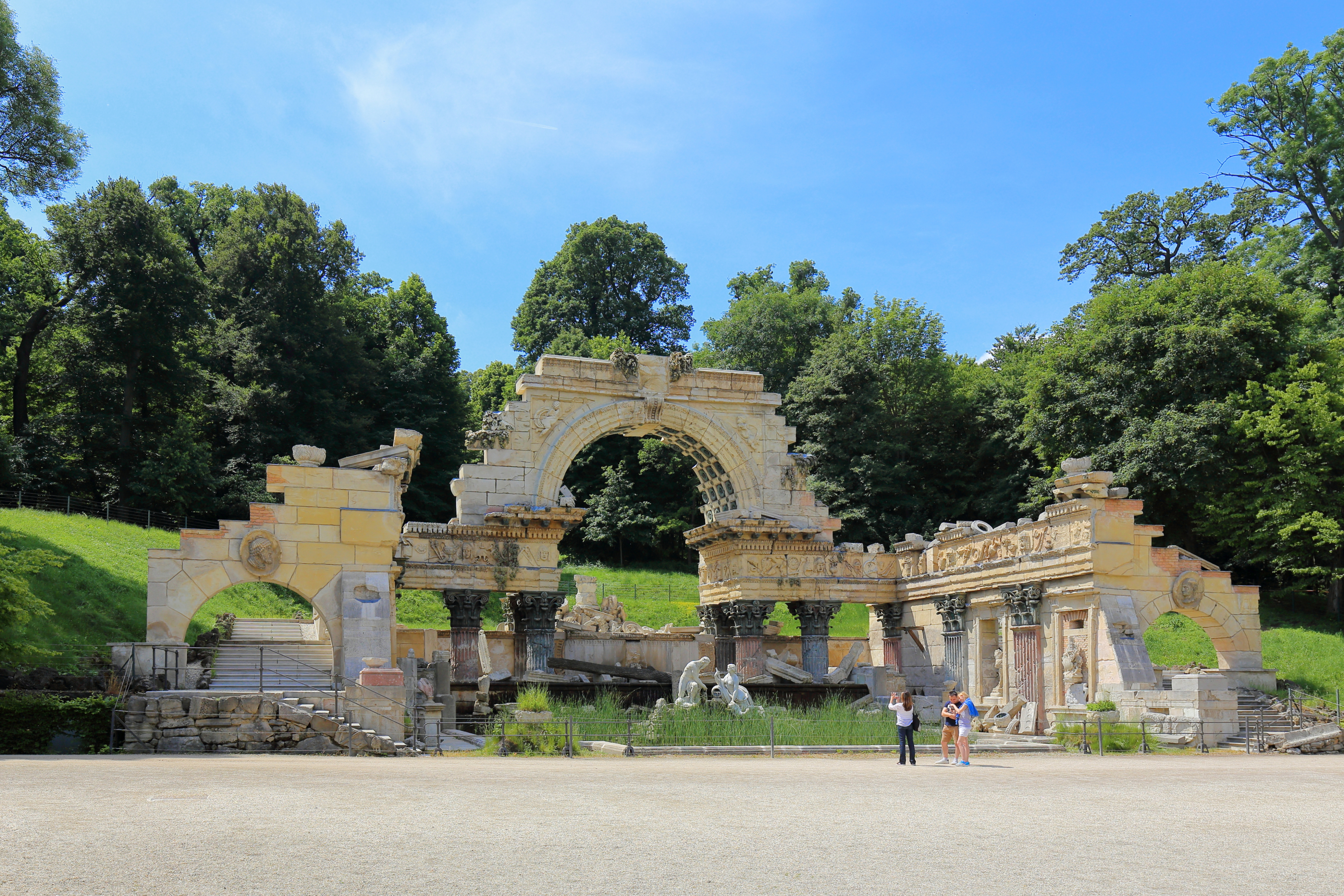
Ein Staffagebau: die Römische Ruine im Schlosspark Schönbrunn

### Landschaftsarchitektur
In der Gartenarchitektur bezeichnet Staffage ein malerisch in die Landschaft gesetztes kleines Bauwerk. Häufig handelt es sich um künstliche Ruinen (von Kirchen, Klöstern, Tempeln, Triumphbögen oder anderen Scheinarchitekturen) oder einen exotisch gestalteten Pavillon (zum Beispiel im maurischen oder chinoisen Stil). Dazu zählen auch künstliche Grotten, Einsiedeleien, Parkhütten, Aussichtstürme, Pagoden, Glorietten, Kaskaden etc.
In der englischen Gartenkunst wird dafür die Bezeichnung Folly verwendet. Bisweilen dienen sie als Blickfang (Point de vue) und Aussichtspunkt, bisweilen liegen sie eher versteckt.

### Architekturdarstellung
In der Architekturdarstellung bezeichnet Staffage Elemente, die einer reinen Darstellung des Architekturkörpers hinzugefügt werden. Meistens handelt es sich bei den Objekten um Personen, Bäume und Autos, die als Vergleichsmaßstab dienen und die Szene beleben. Das einzelne Objekt, freigestellt von seiner Umgebung, wird auch Staffageobjekt genannt.

### Urheberrecht
Im Urheberrecht kann sich die Frage stellen, ob zum Beispiel die Wiedergabe einer Fotografie in einem Buch oder auf einem Werbeplakat im konkreten Fall als nebensächliches Beiwerk (Staffage) anzusehen ist, siehe dazu Beiwerk.